# 河西街道 (柳州市)
河西街道，是中华人民共和国广西壮族自治区柳州市柳南区下辖的一个乡镇级行政单位。

## 行政区划
河西街道下辖以下地区：
柳工社区、五菱社区、金绿洲社区、中山花园社区、和平社区、宏都社区、龙福社区、富丽嘉园社区和钢联社区。